# Josef František Frič
 (mars 2015).
Si vous disposez d'ouvrages ou d'articles de référence ou si vous connaissez des sites web de qualité traitant du thème abordé ici, merci de compléter l'article en donnant les références utiles à sa vérifiabilité et en les liant à la section « Notes et références ».
Pour les articles homonymes, voir Frič.

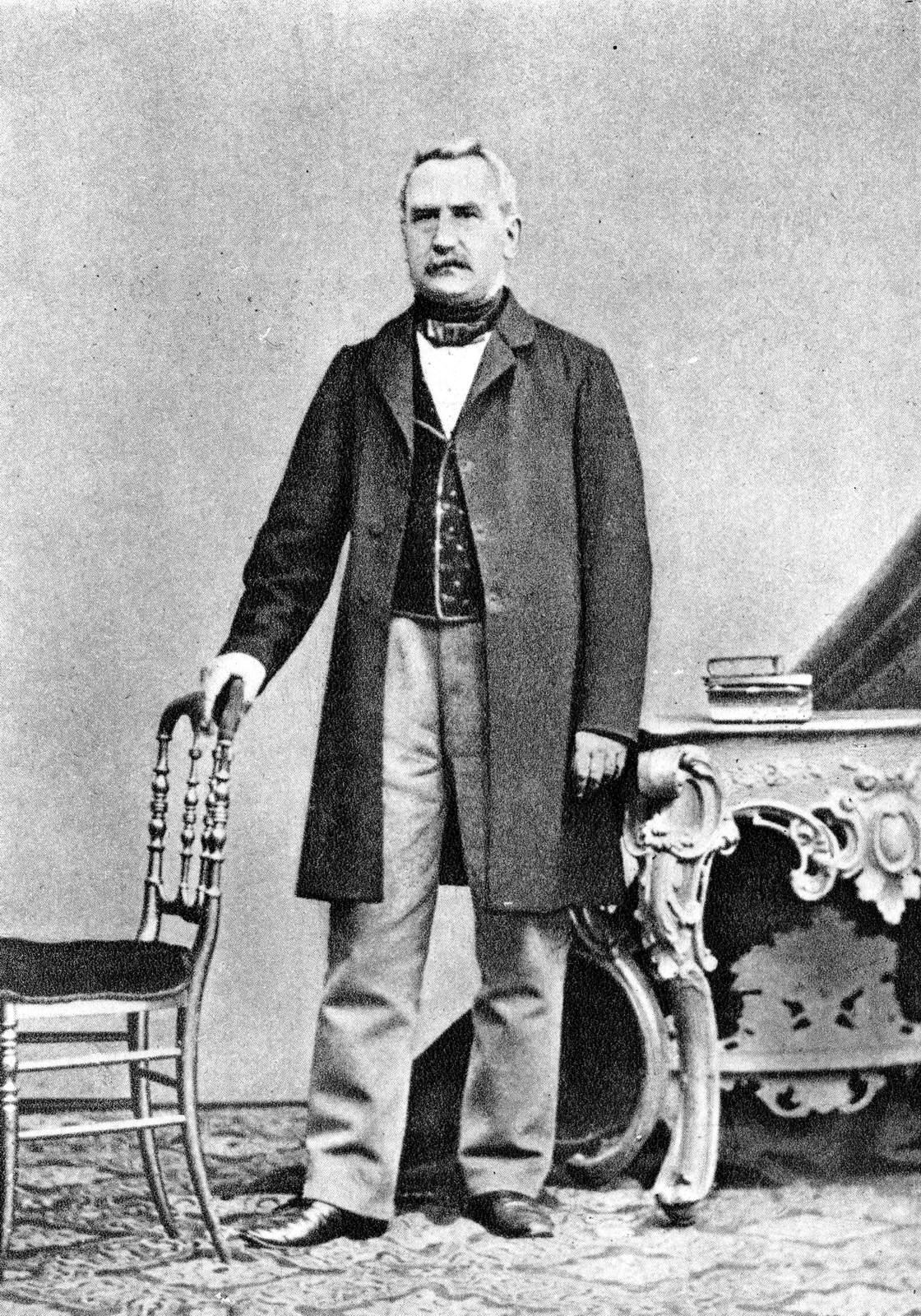
Josef František Frič en 1870.

Josef František Frič (né le 6 mars 1804 à Slaný, mort le 21 mai 1876 à Prague) était un avocat et un politicien bohémien.

## Biographie
Fils d'un citoyen en vue de Slaný, il étudia le droit à l'université de Prague. Ensuite, il exerça comme avocat et à partir de 1837 comme Landesadvokat. Après 1848, il travailla à l'université Charles de Prague. Il y obtint en particulier que fut introduite la langue tchèque dans les procédures judiciaires.
En 1848, année de la révolution, il figurait parmi les membres modérés du comité conservateur Saint-Wenceslas (Svatováclavský v ýbor) où il participa à l’élaboration des pétitions et jeta les bases d’une nouvelle constitution et d’une nouvelle règlementation urbaine. En juin 1848 il fut élu député au Landtag de Bohême (de). Il aurait dû être candidat au parlement impérial, mais il fut jeté en prison et détenu au Hradčany. Après sa libération, il fut assesseur au comité municipal de Prague.
En 1849 il défendit Karel Havlíček Borovský à Kuttenberg. De 1851 jusqu'à sa mort, il fut membre du conseil municipal de Prague et de 1861 à 1869 membre de l’assemblée provinciale.

## Œuvres
Avec Karel Jaromír Erben et Antonín Štrombach il traduisit en 1848 les règles relatives aux tribunaux et ce travail constitua la base de la terminologie juridique tchèque.